# William E. Rees
William Rees (né le 18 décembre 1943) est professeur à l'Université de la colombie-Britannique et ancien directeur de l'École de Planification Communautaire et Régionale (School of Community and Regional Planning, SCARP) à l'UBC.
William Rees enseigne à l'Université de la colombie-Britannique depuis 1969-70. Son principal intérêt de recherche est la politique publique et de planification relatives à des tendances environnementales mondiales et les conditions écologiques pour un développement socioéconomique durable. Il est à l'origine du concept de « l'empreinte écologique » et co-développeur de la méthode.

## Informations biographiques
William Rees reçoit son doctorat en écologie des populations de l'Université de Toronto. Il fonde la SCARP "Environment and Resource Planning" et de 1994 à 1999, sert comme directeur de l'École. Le livre de William Rees sur l'analyse de l'empreinte écologique, Our Ecological Footprint (co-écrit avec Mathis Wackernagel, alors son étudiant au doctorat), a été publié en 1996 et est maintenant disponible en anglais, chinois, français, allemand, hongrois, italien, japonais, letton et espagnol.
Une grande partie du travail de William Rees est dans le domaine de l'économie écologique et de l'écologie humaine. Il est mieux connu dans ces domaines, pour le co-développement de l'empreinte écologique de l'analyse avec Mathis Wackernagel, son étudiant au doctorat. L'empreinte écologique est un outil quantitatif d'estimation de l'impact écologique de l'humanité de sur l'écosphère en termes d'appropriation de l'écosystème (terre et eau). Cette recherche révèle l'incompatibilité fondamentale entre la poursuite de la croissance économique matérielle et la sécurité de l'environnement et, ainsi, a contribué à rouvrir le débat sur la capacité de charge de l'humain pour le développement durable.

## Politique et intérêts de recherche
1. L'homme bio-écologie et la base écologique de la civilisation
2. L'économie écologique: Biophysique réalités dans l'allocation des ressources et de la distribution
3. Changement Global et de la dynamique de l'effondrement sociétal[2]

William Rees siège également sur le "National Board of Advisors of the Carrying Capacity Network", une organisation qui plaide en faveur de l'opposition à l'immigration, pour atteindre une stabilisation de la population aux États-Unis ainsi que la conservation des ressources et appelle à la revitalisation au travers de la promotion de l'éducation, de la famille, de la communauté de l'autonomie, de la tradition et de l'unité nationale".

## Publications
- Rees, W.E. 2023 "The Human Ecology of Overshoot: Why a Major ‘Population Correction’ Is Inevitable in World  4(3), 509-527
- Rees, W.E. 2006. "Ecological Footprints and Bio-Capacity: Essential Elements in Sustainability Assessment." Chapter 9 in Jo Dewulf and Herman Van Langenhove (eds) Renewables-Based Technology: Sustainability Assessment, pp. 143–158. Chichester, UK: John Wiley and Sons.
- Rees, W.E. 2006. "Why Conventional Economic Logic Won't Protect Biodiversity." Chapter 14 in D.M. Lavigne (ed.). Gaining Ground: In Pursuit of Ecological Sustainability, pp. 207–226. International Fund for Animal Welfare, Guelph, Canada, and the University of Limerick, Limerick, Ireland.
- Rees, W.E. 2004." Is Humanity Fatally Successful?" Journal of Business Administration and Policy Analysis 30-31: 67-100 (2002–2003).
- Rees, W.E. 2003. "Understanding Urban Ecosystems: An Ecological Economics Perspective." Chapter in Alan Berkowitz et al.eds., Understanding Urban Ecosystems. New York: Springer-Verlag.
- Rees, W.E. 2002. "Globalization and Sustainability: Conflict or Convergence?" Bulletin of Science, Technology and Society 22 (4): 249-268.
- Wackernagel, M. and W. Rees. 1996. Our Ecological Footprint: Reducing Human Impact on the Earth. New Society Publishers.
- Rees, W.E. 1992. "Ecological Footprints and Appropriated Carrying Capacity: What Urban Economics Leaves Out." Environment and Urbanization 4 (2): 121-130.